# Anaquim
Anaquim é uma banda portuguesa formada em Coimbra, pelos músicos João Santiago, Luís Duarte, Pedro Ferreira, Filipe Ferreira e José Rebola, (letrista e compositor) que é o mentor deste projeto.

## Origem do nome
O nome surgiu de um dos heróis de infância de Rebola, Anakin Skywalker, da Guerra nas Estrelas.

## Estreia
O disco de estreia, As Vidas dos Outros é lançado em 2010 e tem a participação de Ana Bacalhau, vocalista dos Deolinda na música "O Meu Coração". Para promover o disco, a banda foi em tournée por Portugal, passando por diversas cidades entre elas Coimbra, Lisboa e Guarda.
Em termos musicais, o disco apresenta uma diversidade de estilos, desde a música portuguesa (Fausto, Sérgio Godinho e Zeca Afonso), passando pela música francesa, às tradições balcânicas e ainda a música country, sempre com o intuito de tocar nos temas atuais da sociedade, mas de forma ligeira.
José Rebola define o disco:
| “ | É um álbum não para se ouvir uma vez e entrar logo. É como o vinho do Porto: é para se ir ouvindo, ir envelhecendo e ir redescobrindo. É um álbum que se poder ouvir 100 mil vezes sem cansar e há sempre qualquer coisa para descobrir. | ” |

O jornalista António Pires diz acerca do álbum:
| “ | Nunca algum grupo nacional soou tão português tendo no seu som, perfeitamente incorporados, tantos géneros externos: bluegrass, rockabilly e rock'n'roll, rembetika grega e klezmer judeu, rancheras mexicanas e baladas valsadas, jazz manouche e cabaret berlinense. E se, no fim, tudo isto acaba a soar mais a Sérgio Godinho (até pela qualidade das letras) do que a qualquer outra coisa, essa é mesmo a prova final. | ” |

A Universal Music Portugal define como:
| “ | (...) revela-nos um talentoso músico, compositor e letrista, acompanhado de excelentes instrumentistas e de uma atitude lúdica e divertida (...) | ” |

"UM DIA DESTES" foi produzido por Toni Lourenço e José Rebola e conta com convidados, entre os quais se destacam Jorge Palma, Luísa Sobral, Quiné Teles, Daniel Tapadinhas e Gabriel Gomes.
Comemoram o primeiro concerto com o lançamento de "Anaquim | 10 anos - ao vivo" que regista o espetáculo que a banda deu no Convento São Francisco, onde contou com a participação de vários convidados, como Ana Bacalhau, Jorge Palma, Viviane e Luísa Sobral.
Lançam o disco "O Quarto de Anaquim" que cruza as suas origens e "novos caminhos" e que é apresentado com concertos no Porto, Lisboa e Coimbra.

## Desempenho
O álbum atingiu o número 12 na semana de estreia da tabela em Portugal, de acordo com a Associação Fonográfica Portuguesa (AFP).
"UM DIA DESTES" mereceu a entrada direta para o 8.º lugar do Top Nacional de Vendas.

## Membros[3]
- José Rebola - vocal, guitarra, letrista
- João Santiago - bateria e percussão
- Pedro Ferreira - melódica, guitarra acústica, jogo de sinos, guitarra eléctrica, piano, coros
- Filipe Ferreira - baixo, coros
- Luís Duarte - guitarra acústica, banjo, jogo de sinos, kazoo

## Discografia
EP
- 2008 – Prólogo

Álbuns de estúdio
- As Vidas dos Outros (2010)
- Desnecessariamente Complicado (2012)
- Um Dia Destes (2016)
- 10 Anos de Anaquim (2018)
- O Quarto de Anaquim (2018)